# Gunilla Wallin
Gunilla Lovisa Vilhelmina Wallin, känd under tidigare namnet Gunilla Slättegård, född 29 mars 1938 i Huskvarna församling i Jönköpings län, död 25 november 2015 i Vällingby församling i Stockholms län, var en svensk operasångerska (sopran). 
Gunilla Wallin föddes som dotter till verkmästare Sven Wallin och Ingrid Cyrus. Efter sångstudier för Dagmar Gustafson och Widar Moa samt vid Kungliga Musikhögskolan i Stockholm, operaklassen 1958–1964, debuterade Wallin 1966 på Kungliga Teatern i Stockholm i Svart är vitt sa’ kejsarn. Hon omskolade sig efter pensionen till massör och kom att springa 25 maratonlopp.
Åren 1965–1989 var hon anställd vid Kungliga Operan, där hon bland annat gjorde roller i Così fan tutte, Rigoletto och Barberaren i Sevilla.
Gunilla Wallin var gift första gången 1960–1969 med operasångaren Tord Slättegård (1933–2018) och fick sin förste son (född 1963). Andra gången var hon gift 1971–1979 med chefsinspicienten Staffan Söllscher (född 1940), som är kusin till Göran Söllscher, och fick sin andre son (född 1971).
Gunilla Wallin är begravd på Sandsborgskyrkogården i Stockholm.

## Priser och utmärkelser
- 1974 – Jussi Björlingstipendiet[11]
- 1977 – Drottningholmsteaterns vänners stipendium (ur Henrik Nordmarks fond) samt Margit Rosengrens stipendium[7]